# Macuto (Venezuela)
Macuto è una città del Venezuela nello Stato di Vargas.